# Вики Дженсон
Виктория (Вики) Дженсон (англ. Victoria "Vicky" Jenson) (род. 4 марта 1960, Лос-Анджелес, Калифорния, США) — американский кинорежиссёр игровых и анимационных фильмов, которую называют «одной из самых вдохновляющих женщин-режиссёров Голливуда». Она режиссировала проекты для DreamWorks Animation, включая «Шрек», первый мультфильм, получивший премию «Оскар» за лучший анимационный фильм, что положило начало одной из крупнейших голливудских кинофраншиз.

## Биография

### Ранние годы
Дженсон начала рисовать анимационные клетки в возрасте 13 лет. Она училась в художественной школе Academy of Art University в Сан-Франциско и университете California State University Northridge. Она начала заниматься анимацией как художник по клеточкам. Она научилась рисовать фоны для мультсериалов «Флинтстоуны» (1960) и «Смурфики» (1981) в студии Hanna Barbera Studios где работала летом, чтобы покрыть осенние семестры в Academy of Art University Позже она стала художником по раскадровке для Warner Bros., Marvel и Disney Television, а также работала художником-постановщиком, арт-директором и сопродюсером. В начале 1980-х Дженсон работала над фоном для раскадровки мультсериала «Хи-Мен и властелины вселенной» для Filmation. Она также была стилистом по дизайну и цвету в мультсериале «Новые приключения Могучей Мыши», влиятельном перезапуске Ральфа Бакши Могучей Мыши в 1980-х годах. Она занимала ту же должность в мультсериале «Шоу Рена и Стимпи» в начале 1990-х для создателя Джона Крисфалуси. И в «Могучей Мыши» и в «Рене и Стимпи», Дженсон была одной из тех, кто «отвечал за разработку визуального стиля» мультсериала. В 1992 году Дженсон была арт-директором «Долина папоротников: Последний тропический лес»,. и художником-постановщиком непроданного пилота мультсериала «Компьютерные воины» и фильма «Игровая комната». В 2000 году Дженсон начала работать в DreamWorks в качестве художника-постановщика и художника по сюжету для мультфильма «Дорога на Эльдорадо».

### Режиссёрская карьера
Поработав над «Дорогой на Эльдорадо» (2000) для DreamWorks, студия первоначально наняла Дженсон для работы над «Шреком» в качестве художника по сюжету, а режиссёрами были Эндрю Адамсон (также начинающий режиссёр) и Келли Эсбери, который присоединился в 1997 году, чтобы стать сорежиссёром фильма. Однако год спустя Эсбери ушёл для работы над фильмом 2002 года «Спирит: Душа прерий», и продюсер Джеффри Катценберг выбрал Дженсон новым режиссёром фильма. Дженсон вспомнила, как её перенесли в «Шрека», и в конце концов она стала режиссёром следующим образом:
Долгое время фильм не знал, каким он хочет быть. Одна проблема была неизбежна: Крис Фарли умер, и сюжет был построен вокруг него, поэтому, когда он ушёл, сюжет как бы ушёл вместе с ним. Он претерпел потрясения, пока они пытались найти для него правильный тон. Я думаю, что они были очень близки к тому, чтобы отложить проект, когда некоторые из нас вошли в сюжет, чтобы попытаться найти тон, с которым мы могли бы работать. Когда Келли Эсбери перешёл к «Спириту: Душа прерий», я стала главой сюжета вместе с Рэнди Картрайтом. Вместе с Эндрю Адамсоном, который остался режиссёром, мы начали собирать по кусочкам то, что осталось, и частично Джеффри решил, что режиссировать должна я. Через несколько месяцев мы запустили производство.
Дженсон описала процесс режиссуры как процесс, в котором «мы не пытались понять, как рассмешить подростков. Вы должны использовать себя как лучшего судью и использовать свои собственные инстинкты. Мы подумали, что если мы будем смеяться над этим, велика вероятность, что кто-то другой тоже» По словам Адамсона, сорежиссёры обоюдно решили разделить работу пополам, чтобы съёмочная группа могла, по крайней мере, знать, к кому обращаться с конкретными вопросами о сценах фильма: «Мы оба закончили тем, что сделали много всего», «Мы оба помешаны на контроле, и мы оба хотели делать всё».. После успеха «Шрека» (за который она получила премию «Энни» за лучшую режиссуру), Дженсон стала сорежиссёром мультфильма «Подводная братва» с Бибо Бержероном и Робом Леттерманом. В 2003 году, работая над «Подводной братвой», Дженсон получила первую ежегодную награду Kiera Chaplin Limelight, присуждаемую на церемонии вручения наград Women's Image Network Awards.
В июле 2017 года сообщалось, что Дженсон будет снимать безымянный фэнтезийный мультфильм. В нём рассказывается о волшебном мире, где юная девушка должна разрушить чары, разделившие её королевство на две части. Безымянный проект называется «Spellbound» (с англ. — «Заворожённая»).

## Личная жизнь
Вики Дженсон — сестра скрипачки Диланы Дженсон. Дженсон любит путешествовать на сверхлегком весе, учится играть на мандолине и обучает свою бордер-колли новым трюкам.

## Фильмография
| Год  | Название                                       | Режиссёр | Арт директор | Дизайнер по макетам | Художник по сюжету | Художник постановщик | Другое | Заметки                      |
| ---- | ---------------------------------------------- | -------- | ------------ | ------------------- | ------------------ | -------------------- | ------ | ---------------------------- |
| 1985 | Хи-Мен и Ши-Ра: Тайна меча                     | Нет      | Нет          | Нет                 | Да                 | Нет                  | Нет    |                              |
| 1987 | Рок-Одиссея                                    | Нет      | Нет          | Нет                 | Нет                | Нет                  | Да     | Художник по фону             |
| 1987 | Танец смерти                                   | Нет      | Нет          | Нет                 | Да                 | Нет                  | Нет    |                              |
| 1987 | Пиноккио и Император Тьмы                      | Нет      | Нет          | Нет                 | Да                 | Нет                  | Нет    |                              |
| 1988 | У неё будет ребёнок                            | Нет      | Нет          | Нет                 | Да                 | Нет                  | Нет    |                              |
| 1988 | Легенда о большой лапе. Щенячья площадка       | Нет      | Нет          | Нет                 | Нет                | Нет                  | Да     | Дизайнер                     |
| 1990 | Игровая комната                                | Нет      | Нет          | Нет                 | Нет                | Да                   | Нет    |                              |
| 1992 | Долина папоротников: Последний тропический лес | Нет      | Да           | Да                  | Да                 | Нет                  | Да     |                              |
| 2000 | Дорога на Эльдорадо                            | Нет      | Нет          | Нет                 | Да                 | Дополнительный       | Нет    |                              |
| 2000 | Побег из курятника                             | Нет      | Нет          | Нет                 | Нет                | Нет                  | Да     | Автор дополнительного сюжета |
| 2001 | Шрек                                           | Да       | Нет          | Нет                 | Нет                | Нет                  | Нет    |                              |
| 2003 | Синдбад: Легенда семи морей                    | Нет      | Нет          | Нет                 | Дополнительный     | Нет                  | Нет    |                              |
| 2004 | Подводная братва                               | Да       | Нет          | Нет                 | Нет                | Нет                  | Нет    |                              |
| 2005 | Мозговая печать: Секретные файлы               | Нет      | Нет          | Нет                 | Нет                | Нет                  | Да     | Актриса                      |
| 2008 | Мадагаскар 2                                   | Нет      | Нет          | Нет                 | Нет                | Нет                  | Да     | Разработчик                  |
| 2009 | Школа выживания выпускников                    | Да       | Нет          | Нет                 | Нет                | Нет                  | Нет    |                              |
| 2024 | Заворожённые                                   | Да       | Нет          | Нет                 | Нет                | Нет                  | Нет    | [ 14 ]                       |